# Sälen
Sälen ist ein Ort (tätort) in der schwedischen Provinz Dalarnas län und der historischen Provinz Dalarna.
Der Ort in der Gemeinde Malung-Sälen ist circa 65 Kilometer von Malung entfernt, dem Hauptort der Gemeinde. Bis zur norwegischen Grenze sind es auf dem Riksväg 66 noch etwa 40 Kilometer. Sälen ist ein Wintersportort und Startplatz des Wasalaufes. Am Ufer des Västerdalälven gab es erste Siedlungen schon im Mittelalter. Der Flughafen Sälen liegt etwa 30 Straßenkilometer westlich des Ortes.

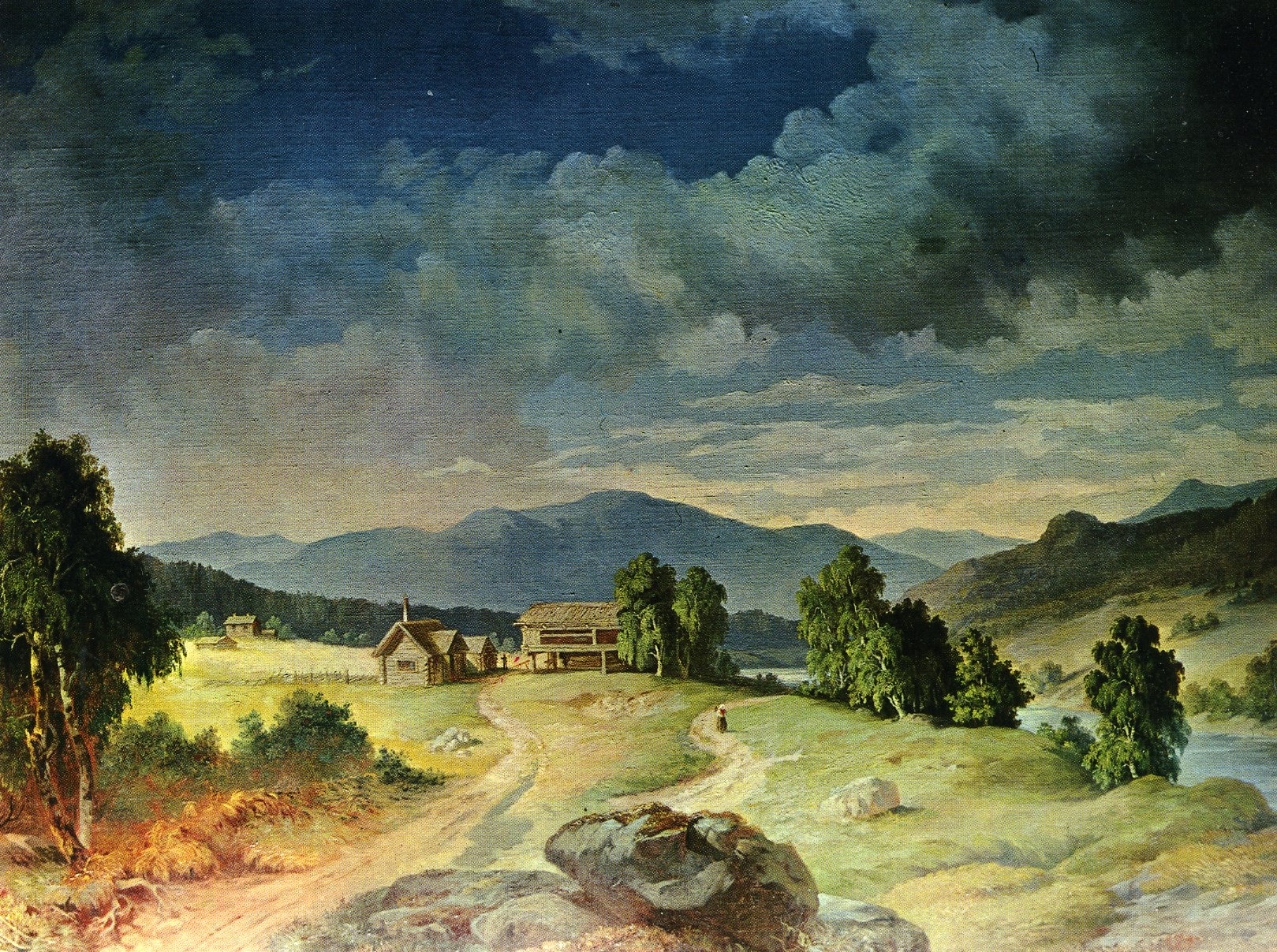
Sälen (um 1850)
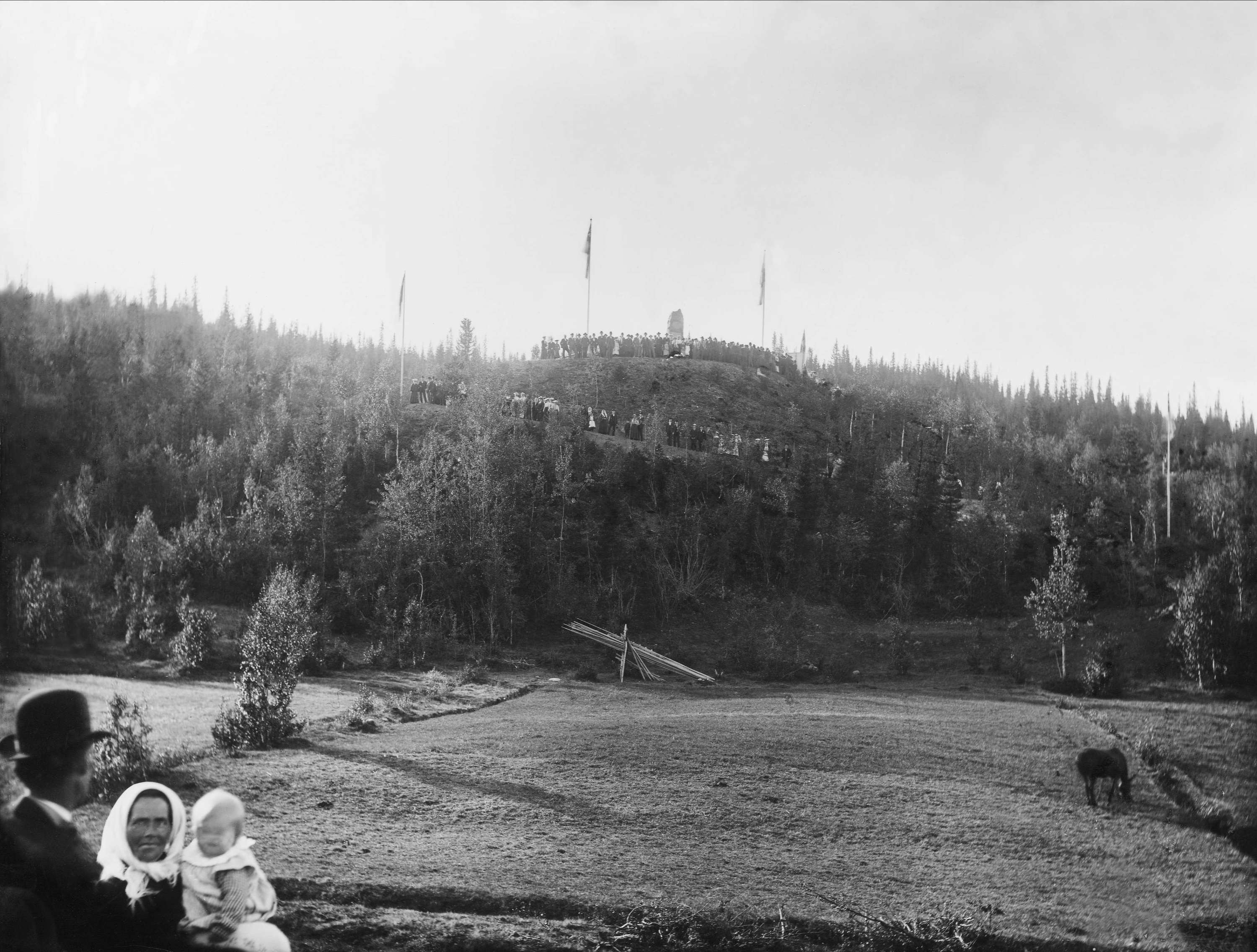
Sälen (1904)
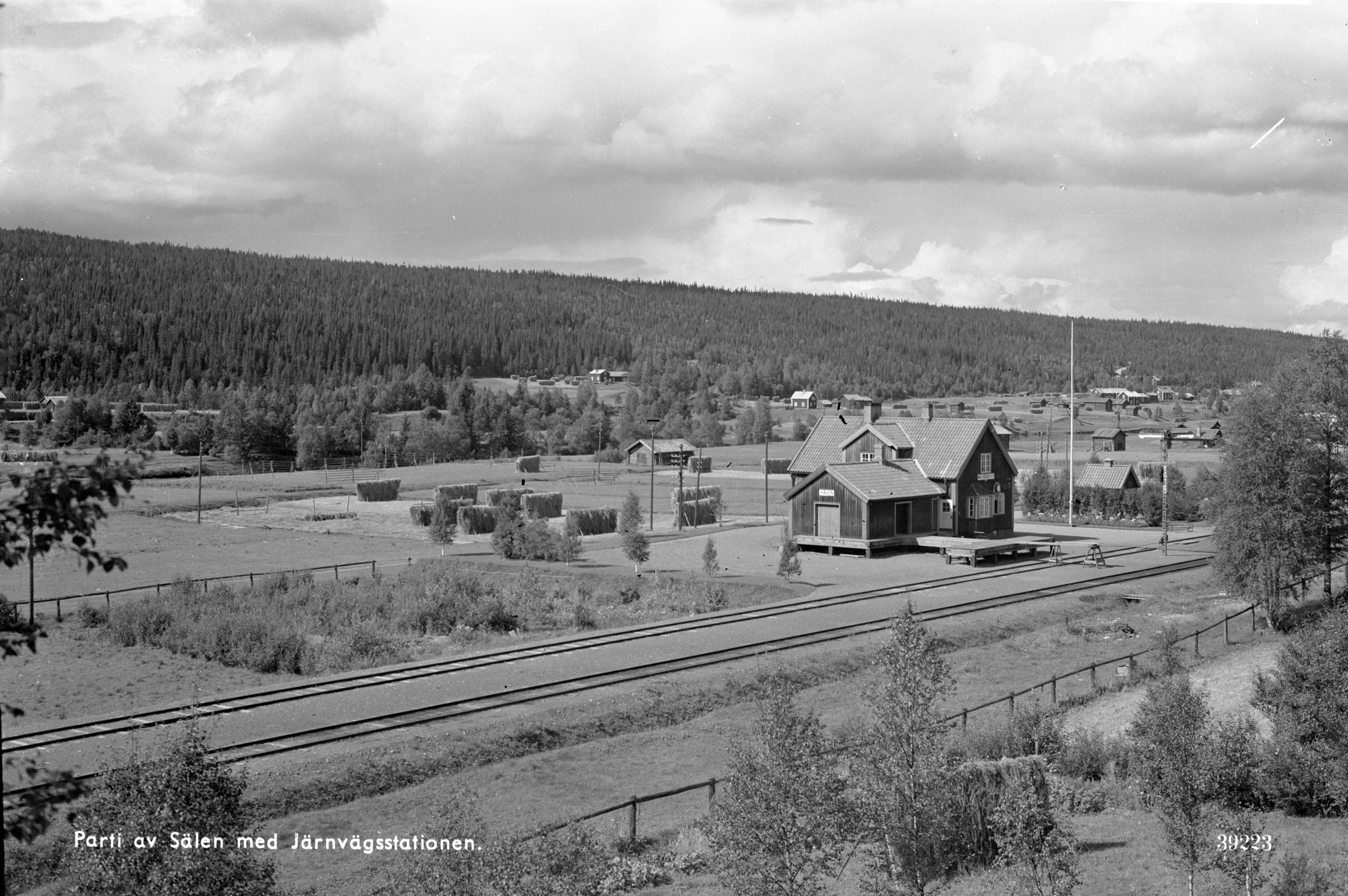
Sälen (1944)
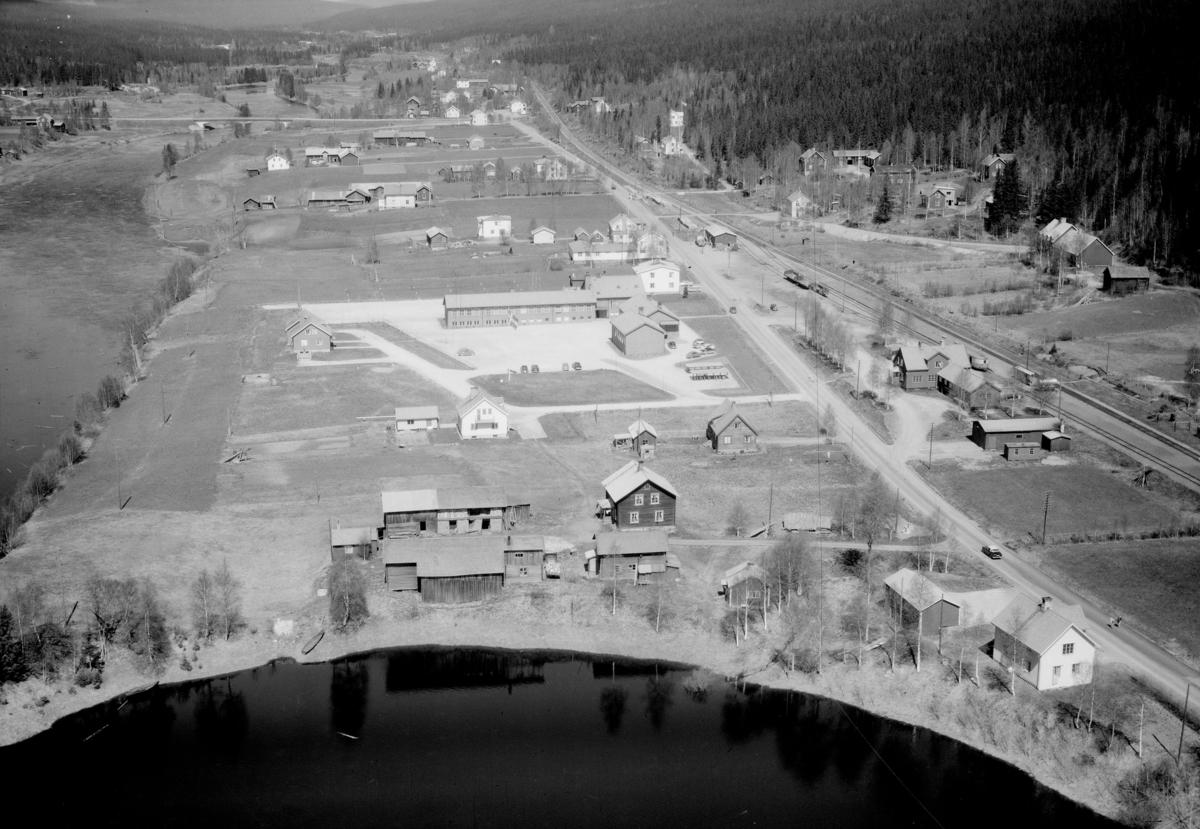
Sälen (Luftaufnahme, 1962)
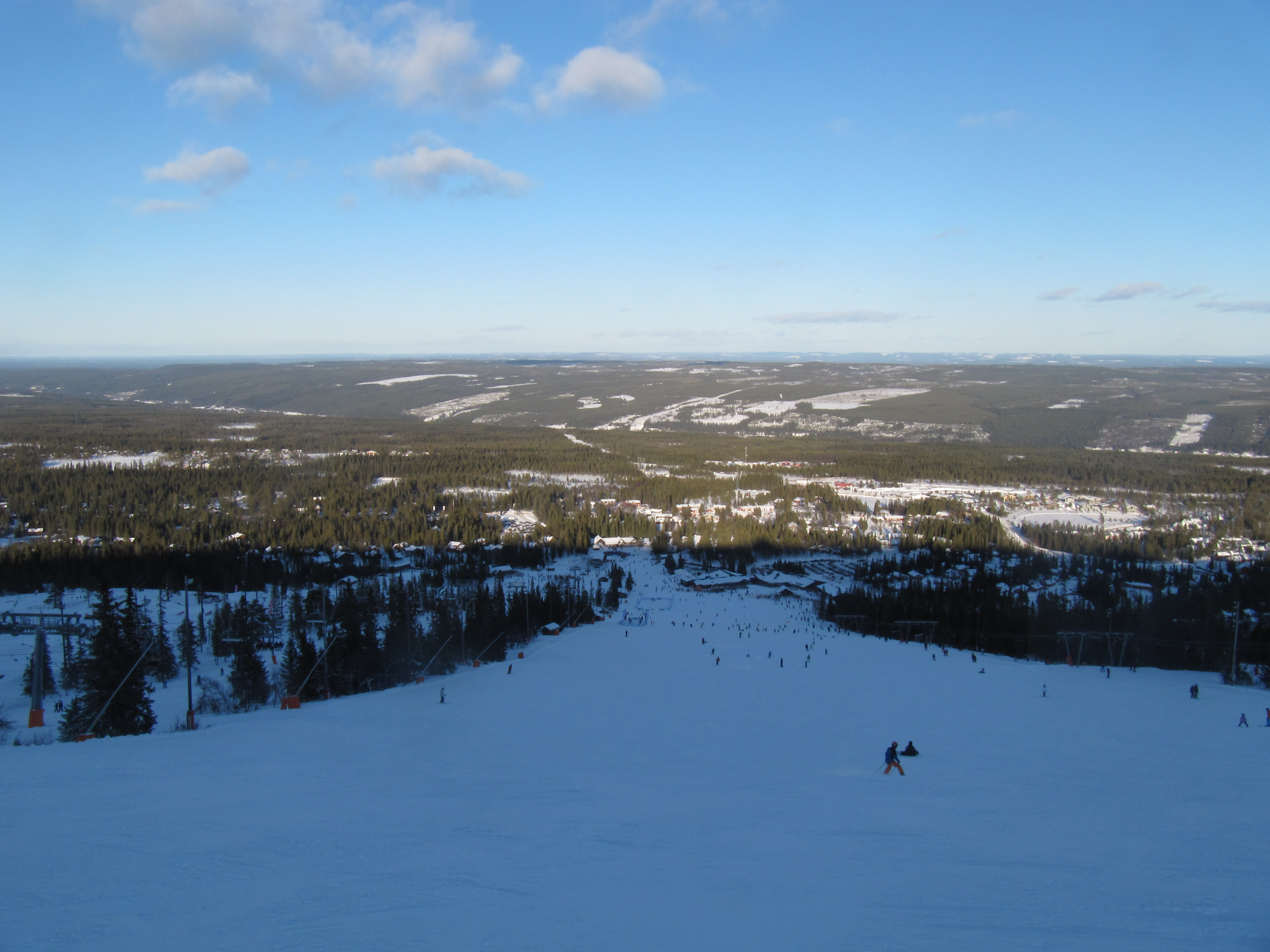
Sälen (2012)
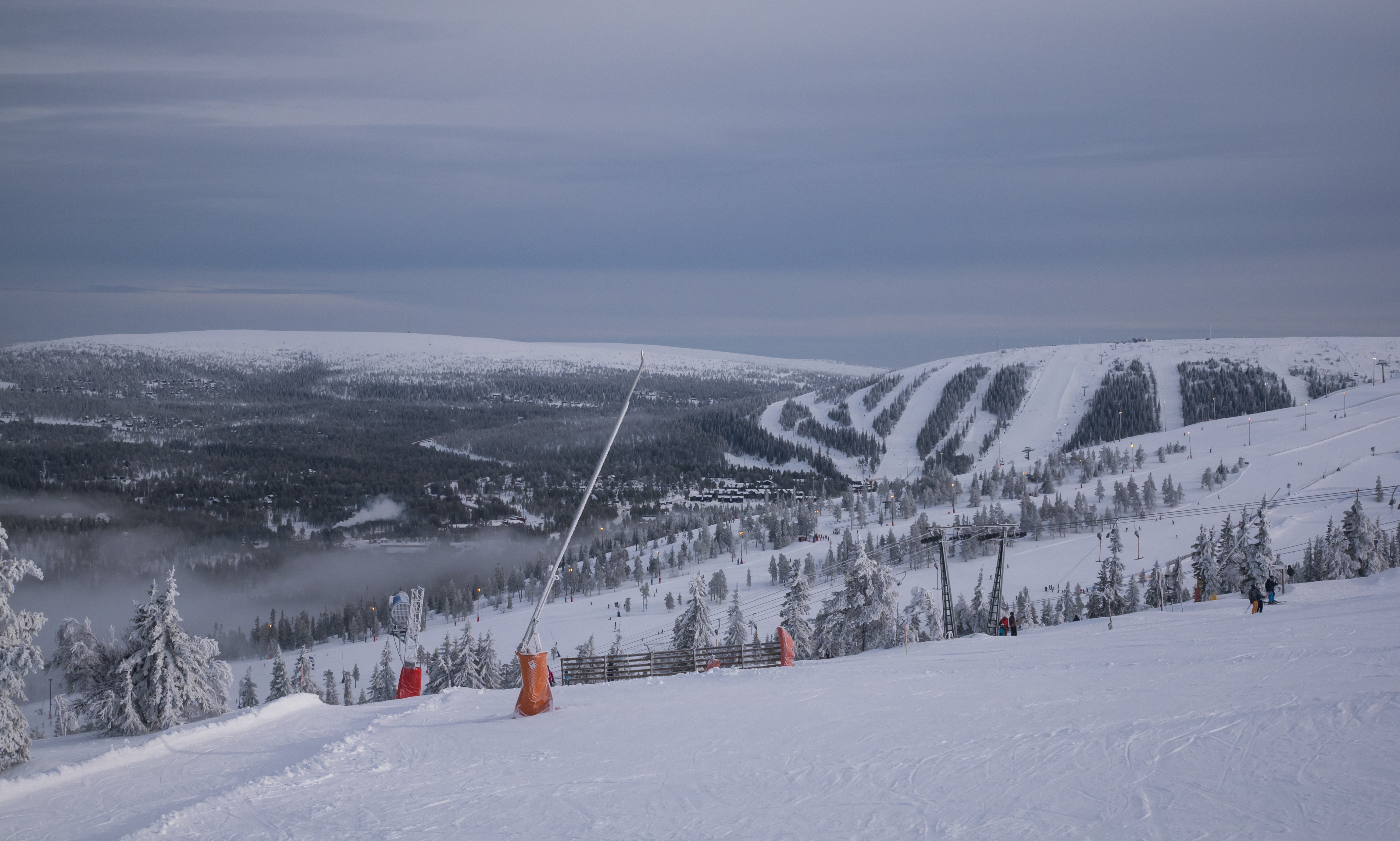
Sälen (2019)
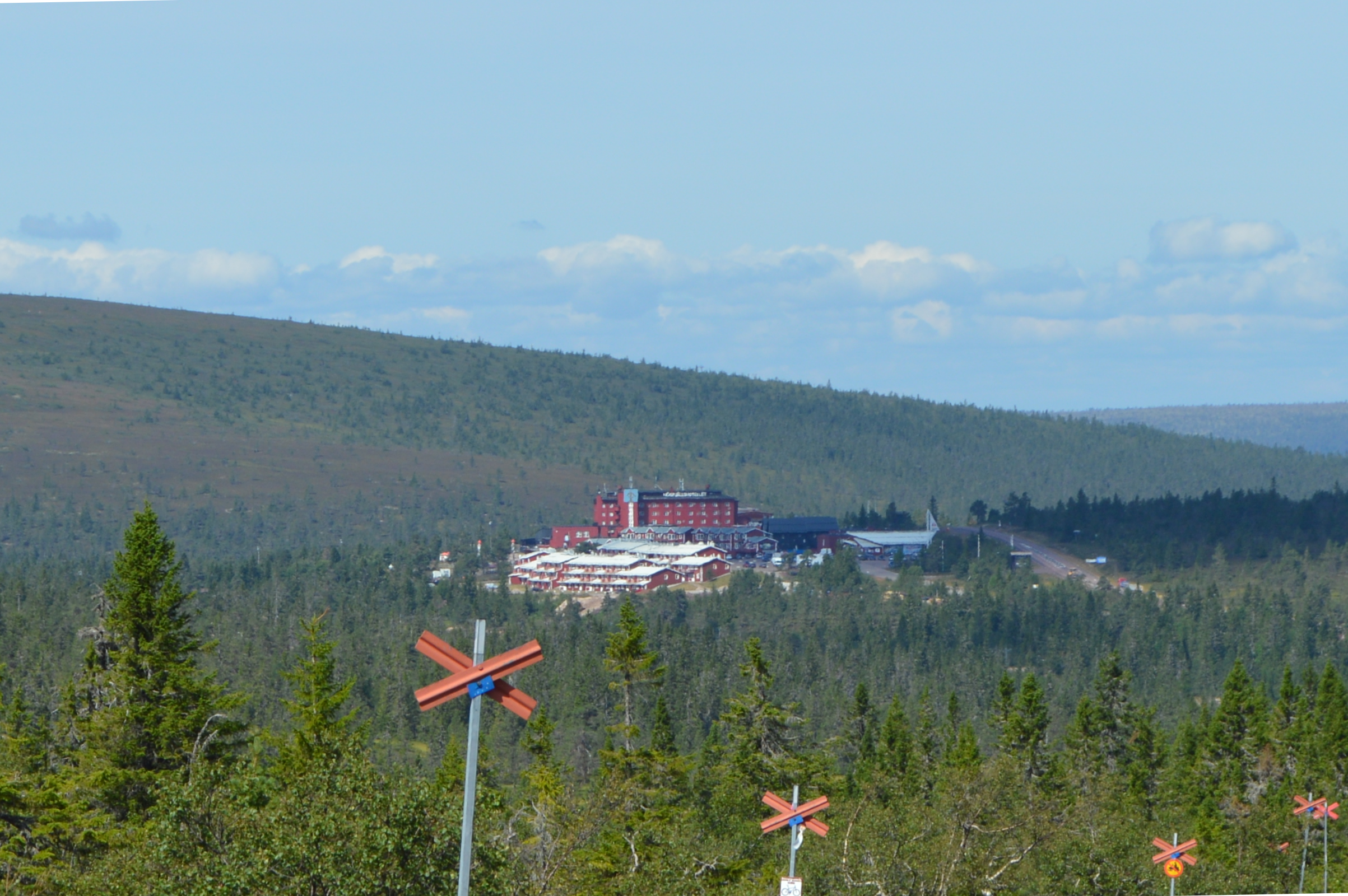
Sälens Högfjällshotell und Weg mit Wintermarkierungen (Andreaskreuze) (2019)

## Wintersportanlagen
- Hundfjället
- Högfjället
- Kläppen
- Lindvallen
- Stöten
- Tandådalen